# 박희룡
박희룡(1941년 7월 12일~)은 대한민국의 정치인이다. 제4대 인천광역시 계양구청장을 지냈다.

## 역대 선거 결과
|  | 37.21% |

|  | 31.29% |

|  | 49.25% |

|  | 5.10% |

| 전임 이익진 | 제4대 인천광역시 계양구청장 2002년 7월 1일~2006년 6월 30일 | 후임 이익진 |